# Зельонки-Весь
Зельонкі-Весь (пол. Zielonki-Wieś) — село в Польщі, у гміні Старі Бабиці Варшавського-Західного повіту Мазовецького воєводства.
Населення — 584 особи (2011).
У 1975-1998 роках село належало до Варшавського воєводства.

## Демографія
Демографічна структура станом на 31 березня 2011 року:
|          | Загалом | Допрацездатний вік | Працездатний вік | Постпрацездатний вік |
| -------- | ------- | ------------------ | ---------------- | -------------------- |
| Чоловіки | 275     | 68                 | 179              | 28                   |
| Жінки    | 309     | 68                 | 174              | 67                   |
| Разом    | 584     | 136                | 353              | 95                   |